# Chlorissa chloroticaria
Chlorissa chloroticaria là một loài bướm đêm trong họ Geometridae.